# Steinn Steinarr

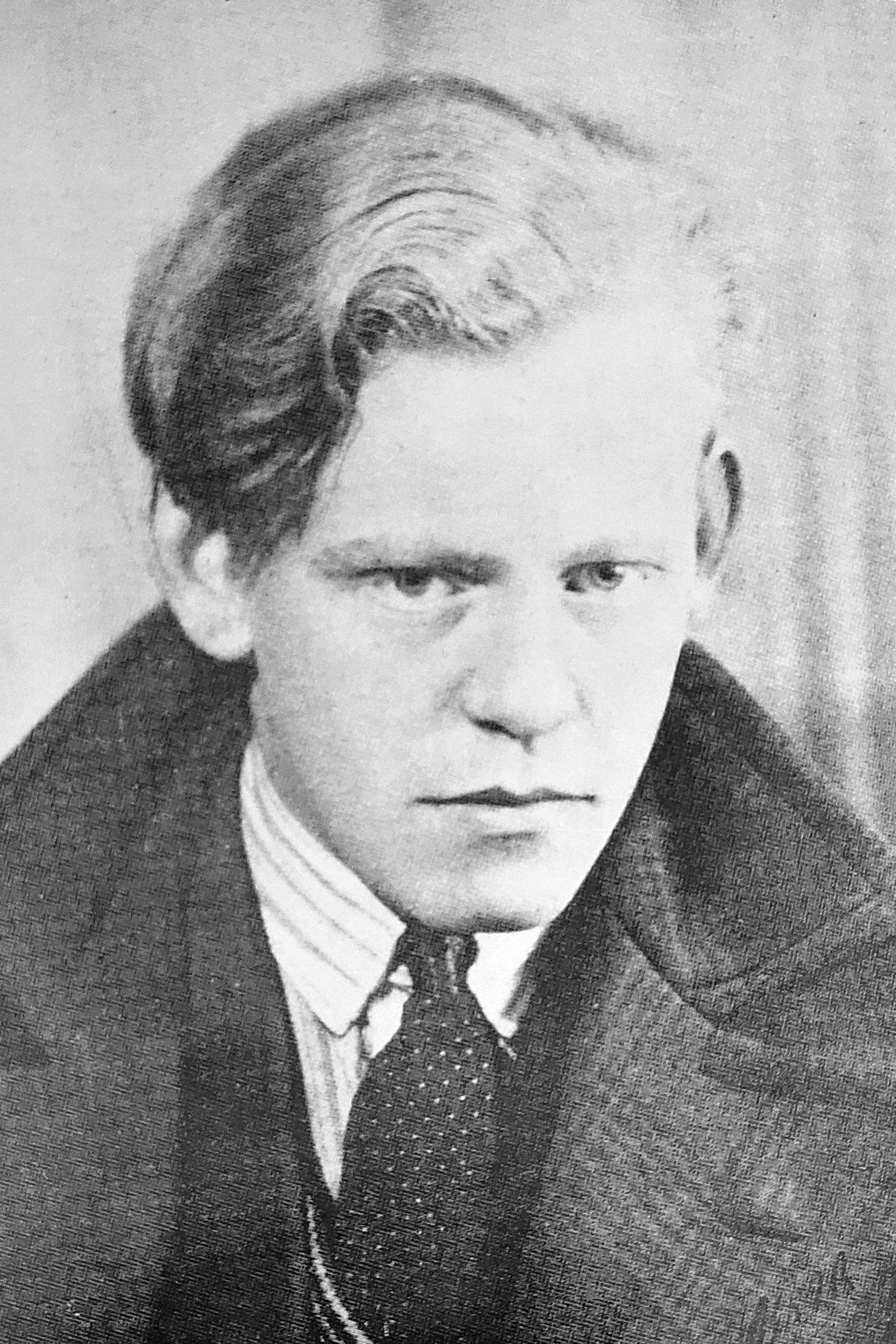
Steinn Steinarr

Steinn Steinarr, född Aðalsteinn Kristmundsson 13 oktober 1908, död 25 maj 1958, var en isländsk poet.

## Biografi
Steinn Steinarr fick smeknamnet Alli (ett smeknamn för Aðalsteinn). Hans föräldrar, som var lantarbetare på nordvästra Island, var så fattiga att de lokala myndigheterna delade upp familjen. De tre äldsta barnen adopterades bort, varvid det äldsta dog. Resten av familjen fördes till en gård på västkusten. Det dröjde inte länge innan Alli var den enda familjemedlemmen kvar på gården, där han levde i misär. En äldre guvernant upptäckte pojken av en slump och chockades av att se de övergrepp han lidit att hon övertog adoptionen.
Hon fick dock snart se att Alli inte var något vanlig barn, utan en rebellisk, odisciplinerad ensamvarg som älskade att tänka och läsa, men avskydde fysiskt arbete. Hans inställning irriterade de lokala barnen som snart gaddade ihop sig mot honom. Detta bemötte han snabbt med sin arsenal av otäcka limerickar.
Allis andra lyckliga händelse kom genom en allmänt älskad isländsk poet, Stefán frá Hvítadal, som råkade bo i hans närhet. När han hörde några av pojkens "dikter" uppmanade han fosterfamiljen att inte straffa utan uppmuntra honom. En av hans lärare, en begåvad ung poet, Jóhannes úr Kötlum, instämde. Men poesi var en lyx för en utfattig bondpojke. År 1926  flyttade han till Reykjavik. Utfattig och utan vänner i den växande huvudstaden, var han fast besluten att lyckas. Trots sin motvilja mot fysiskt arbete svalde han sin stolthet och arbetade dag och natt i byggbranschen. Han drabbades där av ett allvarligt angrepp av polio som lämnade honom med en förlamad vänstersida.
Han fick nu åter hjälp av Stefán som tog honom till sin vän Erlendur som drev Unuhús café, ett tillhåll för radikala, avantgardekonstnärer och tänkare. Det var där som en ny generation av välkända vänsterförfattare, bl. a. Halldór Laxness och Þórbergur Þórðarson träffades och diskuterade landets och världens öde.

### Den stora depressionen
När den stora depressionen slog till mot Island var Alli, tillsammans med några av sina Unuhúsvänner med när Islands kommunistiska parti grundades i slutet av 1930. Just då - som ett märkligt sammanträffande – drunknade hans enda barndomsvän när hans fiskebåt gick under i en storm. Allis första publicerade dikt var en hyllning till hans tidigare bundsförvant.
Efter ett upplopp slets huvudstaden isär 1932 och Alli blev inblandad i arbetarnas kamp. Ett år senare trampade han och en grupp andra män på en nazistflagga i en fiskeby i norra delen av landet, en förseelse som gick ända till Högsta domstolen. Efter detta blev han utesluten från kommunistpartiet.
År 1933 publicerad hans idol, Tómas Guðmundsson, sin andra diktsamling. Adalsteinns första bok - skriven under hans nya pseudonym, Steinn Steinarr - kom ut ett år senare (båda delarna av hans pseudonymen härrör från den andra halvan av hans förnamn, Aðalsteinn). Även om det var uppenbart att han hade studerat Tómas’ poesi, kunde deras syn på världen knappast ha varit mer olika. Tómas’ volym hette Fagra veröld (Fagra värld) och var en omedelbar framgång, som gjorde författaren till bourgeoisins älskling. Däremot kallade Steinn sitt arbete Rauður loginn brann (Den röda flamman brinner), och boken fick ett lysande mottagande från Islands arbetarklass.
När hans andra bok, Ljóð (Dikter), kom ut tre år senare och hans tidigare kamrater var snabba att påpeka att den röda lågan av revolutionen hade fått ge vika för den vita röken av självtvivel. Strax efteråt träffade han Ásthildur Björnsdóttir, som var en stor beundrare av honom och hans poesi, men knappt hade de började träffas förrän hennes familj tvingade henne att säga upp denna ovälkomna relation.
I maj 1940 inleddes de allierade ockupationen av Island och Islands ekonomi började ta fart. Samma år kom Steinns tredje diktsamling ut, Fótspor í sandi (Fotspår i sanden) och mottogs väl. För första gången kunde han tjäna lite pengar på sin poesi.
År 1943 lyssnade Steinn till en satir om Hitler och nazisterna och hans bok Tindátarnir (Tennsoldaterna), utmärkt illustrerad, kom ut. År 1948 gifte han sig med sin före detta flickvän, Ásthildur Björnsdóttir. Samma år publicerades slutligen hans mästerverk, Tíminn og vatnið (Tid och vatten), och säkrade hans rykte som Islands främste moderne poet. Med sina formexperiment, särskilt under 1940-talet, blev han banbrytare för den lyriska modernismen på Island.

### Utgivet på svenska
- Kanske har du aldrig varit till; dikter i tolkning av Maj-Lis Holmberg (Helsingfors: Schildts, 1979). ISBN 951-50-0188-9